# Cusano Milanino
Cusano Milanino – miejscowość i gmina we Włoszech, w regionie Lombardia, w prowincji Mediolan.
Według danych na rok 2004 gminę zamieszkiwały 19 292 osoby, 6430,7 os./km².